# Pádua
Pádua (em italiano: Padova; em vêneto: Padoa) é uma cidade italiana  de 211 560 habitantes (440 023 com a sua área metropolitana).
Capital da província homônima, localiza-se na região do Vêneto, no nordeste do país. Era conhecida como Patávio (em latim: Patavium) durante o período romano.

## História
Sede de uma antiga e prestigiosa universidade, a Universidade de Pádua, a cidade apresenta inúmeros testemunhos de um rico passado histórico, cultural e artístico, que fazem com que seja um notório destino turístico. Atualmente a cidade é um importante centro econômico, e um dos maiores centros de transporte intermodal de toda a Europa.
Estende-se por uma área de 92 km², tendo uma densidade populacional de 2 267 hab/km². Faz divisa com Abano Terme, Albignasego, Cadoneghe, Legnaro, Limena, Noventa Padovana, Ponte San Nicolò, Rubano, Saonara, Selvazzano Dentro, Vigodarzere, Vigonovo (VE), Vigonza, Villafranca Padovana.
Entre outras coisas, a cidade é conhecida internacionalmente por ser a cidade onde Santo Antônio, famoso franciscano português (também conhecido como Santo Antônio de Lisboa - cidade onde nasceu em 1195), passou parte de sua vida e morreu em 1231. A data de sua morte, 13 de junho, é festejada pelos paduanos como a festa del Santo.
No seu regresso à sua terra natal, o primeiro presidente checoslovaco Tomáš Garrigue Masaryk também visitou Pádua, onde conheceu o rei Viktor Emanuel III de Itália, em 16 de dezembro de 1918, e realizou um desfile da Legião Checoslovaca. 
A universidade local (Universidade de Pádua) concedeu para Elena Lucrezia Cornaro Piscopia um diploma acadêmico e também um doutora em PhD. Tal fato foi histórico, pois foi a primeira mulher, a nível mundial, a receber este tipo de formação universitária.
Pádua é conhecida internacionalmente pelo seu cemitério judaico, onde esta sepultado o Grão-rabino Dom Isaac Abarbanel, rabino chefe de Portugal e Espanha no século 15 e conselheiro dos reis de Portugal, Espanha, Nápoles e Veneza. 

## Demografia
| Variação demográfica do município entre 1861 e 2011                               |
|                                                                                   |
| Fonte: Istituto Nazionale di Statistica (ISTAT) - Elaboração gráfica da Wikipedia |

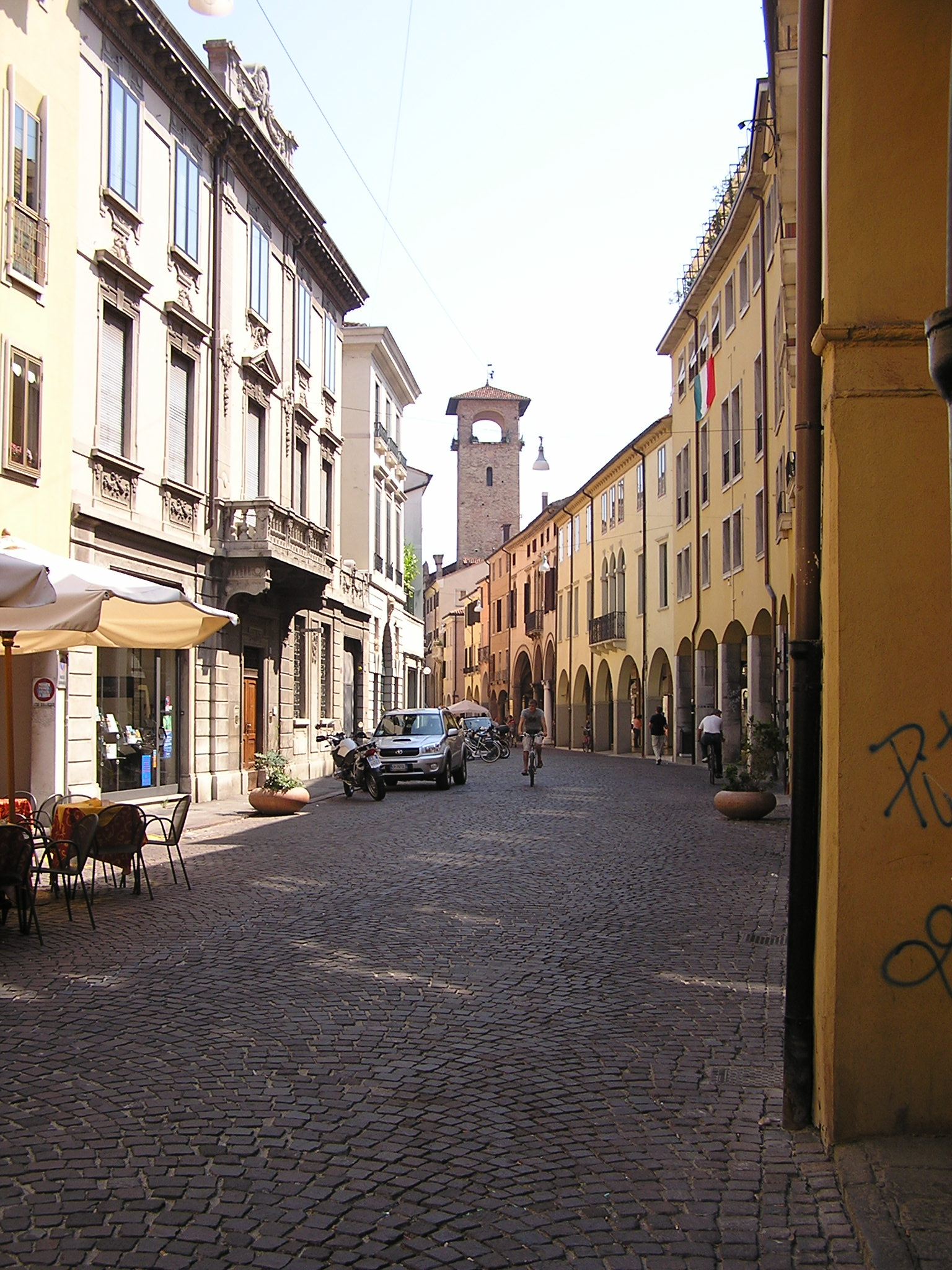
Rua típica da cidade.
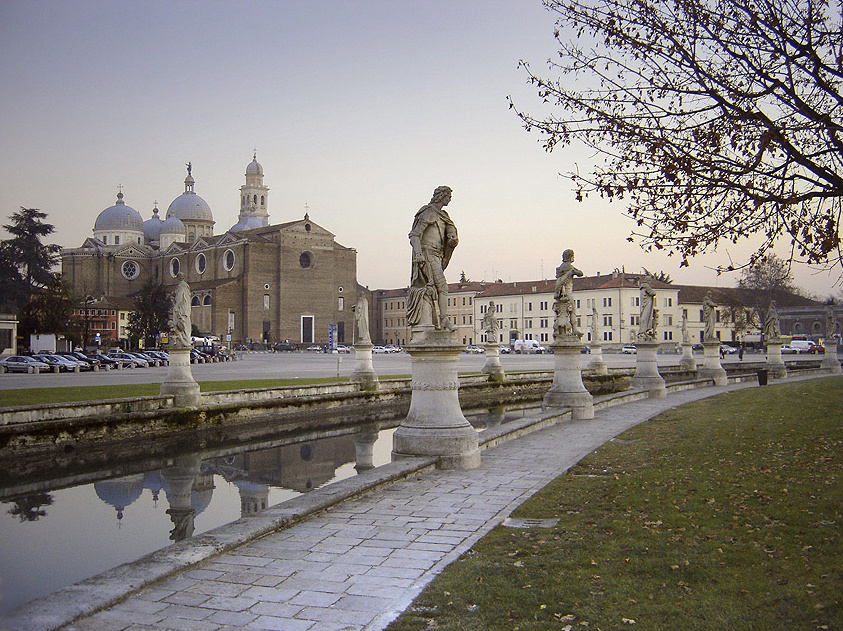
Basilica de Santa Justina vista do Prato della Valle.
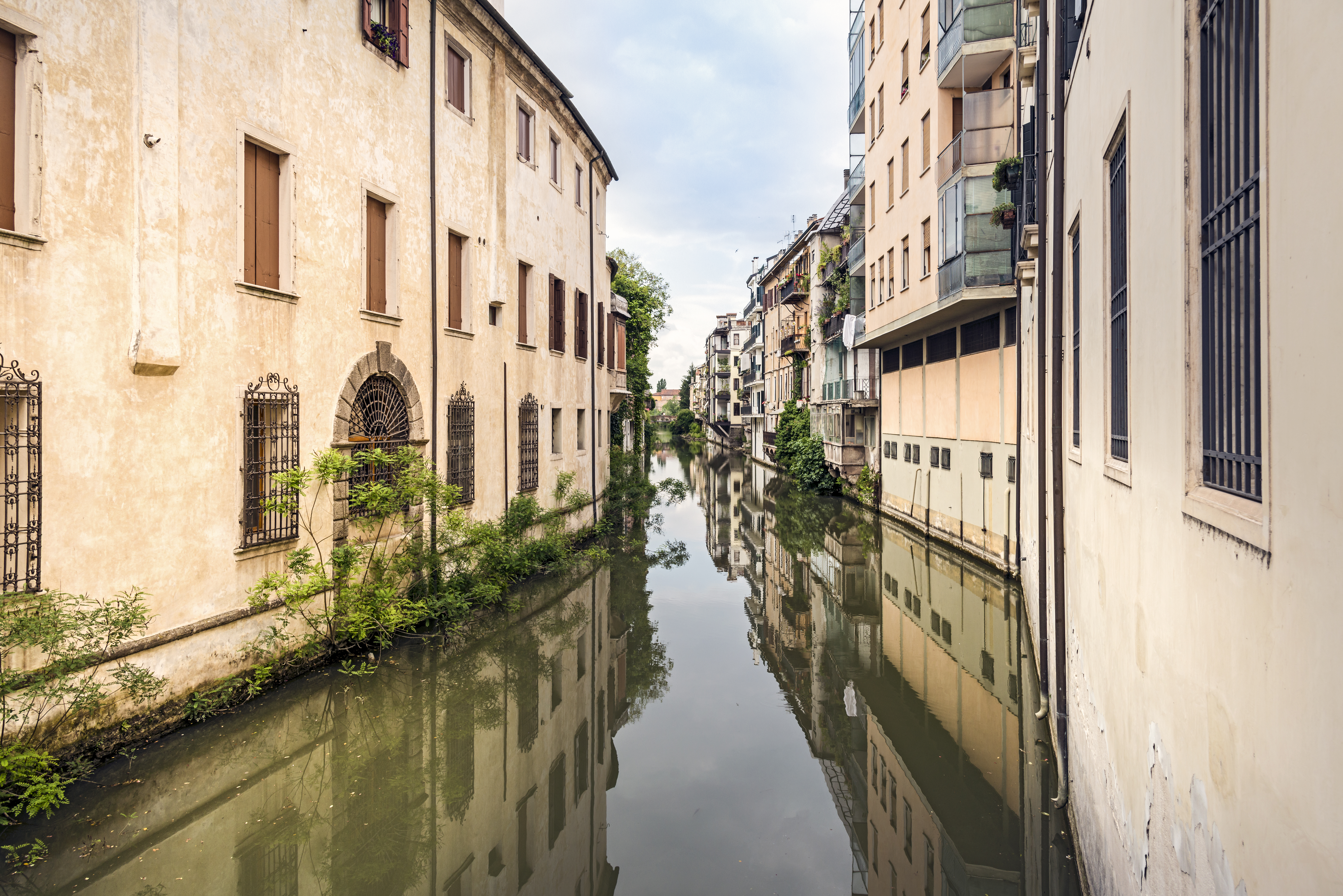
Vista do  Ponte dos Torricelle

## Cidades-irmãs
Pádua é geminada com:
| - Nancy, França, desde 1964 - Friburgo, Alemanha, desde 1967 - Boston, Estados Unidos, desde 1983 | - Handan, China, desde 1988 - Iaşi, Romênia, desde 1995 - Beira, Moçambique, desde 1995 | - Coimbra, Portugal, desde 1998 - Cagliari, Itália, desde 2002 - Zadar, Croácia, desde 2003 - Jundiaí, Brasil |

- Santo Antônio de Pádua, Brasil